# جيرالد إسحاق لوبو
جيرالد إسحاق لوبو (بالإنجليزية: Gerald Isaac Lobo)‏ هو كاهن كاثوليكي هندي، ولد في 12 نوفمبر 1948.